# Goran Vučević
Goran Vučević (Split, 18 de maig de 1971) és un futbolista croat, ja retirat, que jugava de migcampista. Posteriorment ha continuat en el món del futbol com a entrenador.

## Trajectòria
Vucevic va destacar en les files de l'Hajduk Split, saltant al primer equip el 1988. El seu joc el va convertir en peça clau del seu equip i en una de les promeses més destacades del futbol balcànic. El 1992, el FC Barcelona el fitxa, però donada la limitació d'estrangers, Vucevic no pot competir contra els Koeman, Laudrup, Stoïtxkov... i es veu relegat a jugar en el filial primer, i després a ser cedit a l'Hajduk Split i el CP Mérida.
Amb només dos partits amb el primer equip blaugrana, el croat fitxa el 1997 pel 1. FC Köln, de la Bundesliga, on amb prou feines gaudeix de minuts. El 1999 torna al Hajduk Split, on penjaria les botes el 2001.
Com a entrenador, ha dirigit l'Hajduk Split entre maig i octubre de 2008.

## Selecció
Vucevic va ser internacional amb Croàcia quatre vegades entre 1992 i 1993.